# Sörbo
Sörbo är en by i Vika socken i Falu kommun cirka två kilometer öster om Vika kyrka. SCB hade före 2015 för delar av bebyggelsen avgränsat och namnsatt en småort kallad Sörbo västra. Denna del ingår sedan 2015 i tätorten Vika.